# Merry Christmas...Have a Nice Life
Merry Christmas...Have a Nice Life é o sexto álbum de estúdio e primeiro natalino lançado por Cyndi Lauper. Reúne composições originais da cantora junto ao seu colaborador, Jan Pulsford, bem como canções natalinas tradicionais.
Alegadamente, muitos dos vocais foram gravados no armário de cedro de Lauper, pois ele tinha uma reverberação que ela gostava.
A lista de faixas inclui "Feels Like Christmas", que apareceu anteriormente em Hat Full of Stars, de 1993, e "Early Christmas Morning" que foi lançada como single promocional.
Segundo o site oficial de Lauper, a canção "White Christmas" (clássico natalino composto por Irving Berlin e que fez sucesso  na voz de Bing Crosby, atingindo mais de 50 milhões de cópias no mundo) chegou a ser gravada mas não apareceu na lista de faixas final do disco.
A recepção dos críticos de música foi em maioria favorável, com resenhas que elogiaram o repertório e os vocais, tais como a do site AllMusic, que avaliou com três estrelas de cinco e do jornal Los Angeles Times, com avaliação de três estrelas e meia de quatro.
Comercialmente, vendeu 26.000 cópias nos Estados Unidos, de acordo com a Nielsen SoundScan.
Em novembro de 2019, ocorreu o lançamento no formato de disco de vinil, na cor verde e com tiragem única de 1.000 unidades.

## Lista de faixas
Créditos retirados do encarte do álbum Merry Christmas...Have a Nice Life, de 1998.
| N.º            | Título                              | Composição                                | Duração |  |
| 1.             | "Home on Christmas Day"             | Rob Hyman, Cyndi Lauper & William Wittman | 4:06    |  |
| 2.             | "Early Christmas Morning"           | Lauper, Jan Pulsford                      | 5:07    |  |
| 3.             | "Rockin' Around the Christmas Tree" | Johnny Marks                              | 2:45    |  |
| 4.             | "Christmas Conga"                   | Lauper, Pulsford                          | 3:31    |  |
| 5.             | "Minnie and Santa"                  | Lauper, Pulsford                          | 3:55    |  |
| 6.             | "Feels Like Christmas"              | Eric Bazilian, Hyman & Lauper             | 4:30    |  |
| 7.             | "Three Ships"                       | Música Tradicional                        | 2:08    |  |
| 8.             | "New Year's Baby (First Lullaby)"   | Lauper                                    | 4:27    |  |
| 9.             | "December Child"                    | Lauper, Pulsford                          | 3:11    |  |
| 10.            | "In the Bleak Midwinter"            | (Gustav Holst, Christina Rossetti)        | 4:02    |  |
| 11.            | "Silent Night"                      | Franz Gruber, Josef Mohr                  | 4:18    |  |
| Duração total: | Duração total:                      | Duração total:                            | 40:40   |  |

## Tabelas

### Tabelas semanais
| Tabela musical (1998)    | Melhor posição |
| ------------------------ | -------------- |
| Japanese Albums (Oricon) | 75             |